# Ecton
Ecton – wieś w Anglii, w hrabstwie Northamptonshire, w dystrykcie (unitary authority) North Northamptonshire. Leży 9 km na północny wschód od miasta Northampton i 96 km na północny zachód od Londynu. W 2001 miejscowość liczyła 439 mieszkańców.